# Dąbrowa (hromada Horochów)
Dąbrowa (ukr. Діброва, Dibrowa) – wieś na Ukrainie, w obwodzie wołyńskim, w rejonie łuckim, w hromadzie Horochów.
W okresie międzywojennym kolonia Dąbrowa należała do gminy Skobełka w powiecie horochowskim, w woj. wołyńskim.
Do 2020 w rejonie horochowskim. 